# 체펠섬

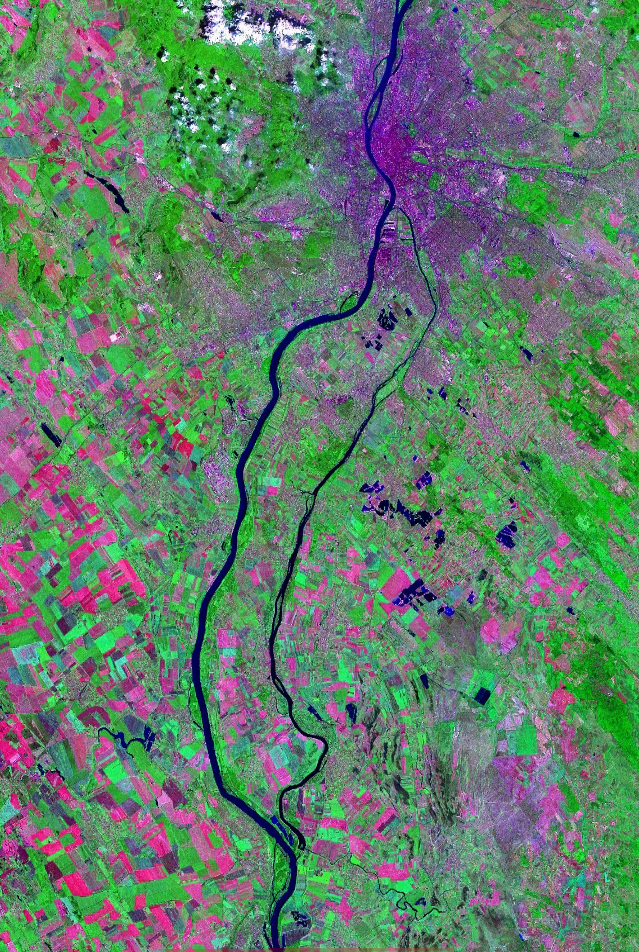

체펠섬(헝가리어: Csepel-sziget)은 헝가리 다뉴브강에 있는 섬이다.